# Pierre Maubant
Pour les articles homonymes, voir Saint Pierre et Maubant.
Pierre Maubant (Vassy, 20 septembre 1803 - Saenamteo à Séoul, 21 septembre 1839) est un missionnaire catholique des Missions étrangères de Paris qui fait partie des premiers missionnaires à pénétrer dans le royaume hermite coréen. Mis à mort pour sa foi, il est reconnu comme saint et martyr par l'Église catholique.

## Biographie
Pierre Philibert Maubant est né le 20 septembre 1803 à Vassy, en Normandie.
Ordonné prêtre dans la Société des Missions étrangères de Paris, Pierre Maubant effectue deux années de ministère en France, avant de rejoindre la Chine occidentale puis la Corée, où il retrouve Laurent Imbert.
Avec Pierre Maubant et Jacques Chastan, ils baptisent en un an 2 000 catéchumènes et visitent 9 000 chrétiens dans toute la Corée.
Lors des persécutions de 1839, Pierre Maubant et quelques compagnons, dont Laurent Imbert et Jacques Chastan, se livrent aux autorités coréennes afin d'éviter l'arrestation de plusieurs chrétiens. Ils sont exécutés par décapitation le 21 septembre 1839. Pierre Maubant n'était âgé que de 36 ans,.

## Béatification et canonisation
103 Martyrs de Corée, incluant Pierre Maubant, ont été béatifiés le 5 juillet 1925 à Rome par le Pape Pie XI puis canonisés à Séoul par le Pape Jean-Paul II le 6 mai 1984, lors de sa visite pastorale. Ce fut la première cérémonie de canonisation hors de Rome.
L'église Saint-Pierre-Maubant, à Bayeux, lui est dédiée.

## Fête
Saint Pierre Maubant est fêté le 21 septembre.